# Erich Correns (Maler)

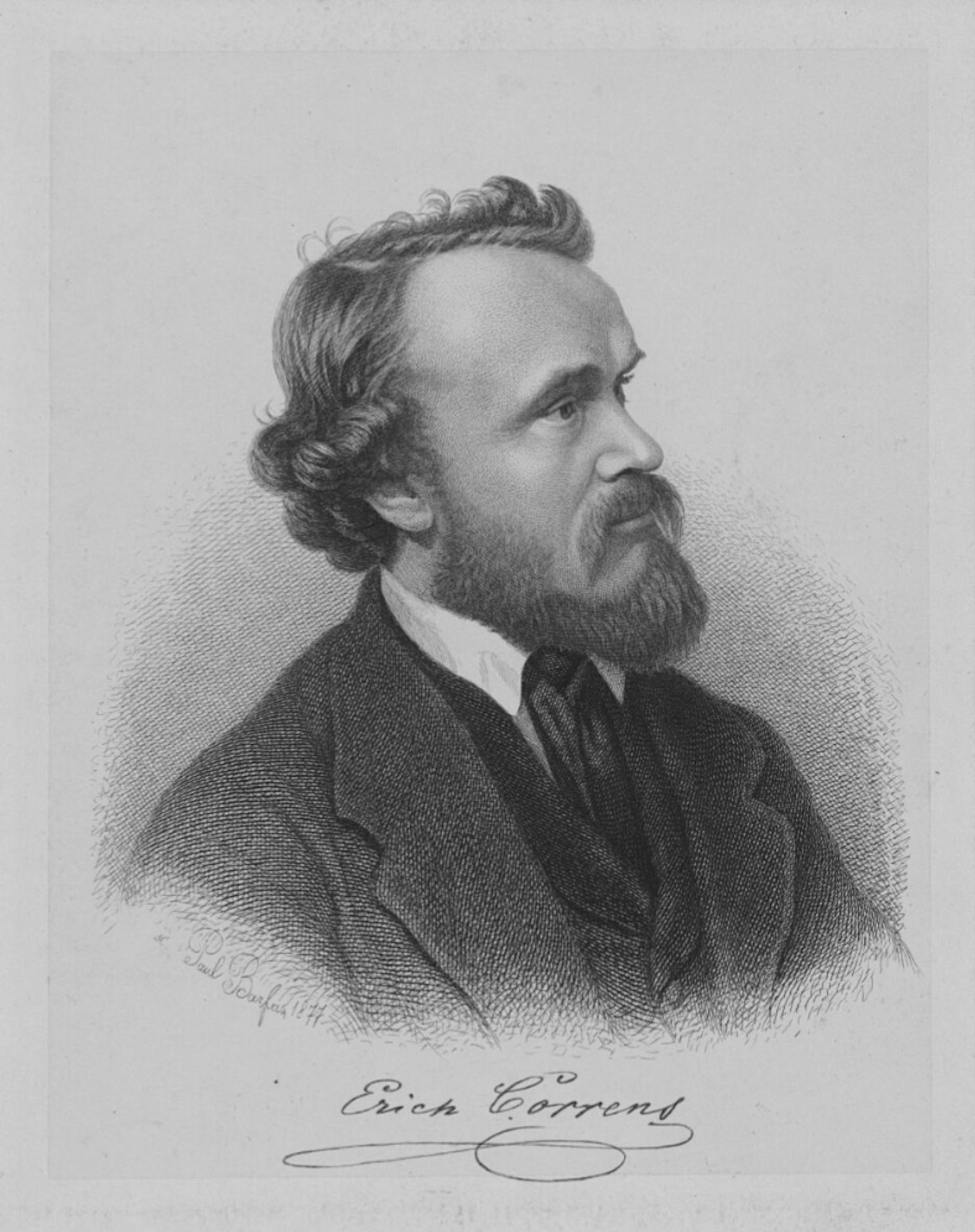
Porträt von Erich Correns von Paul Barfus, 1877

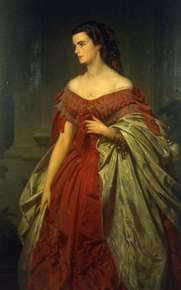
Erich Correns: Helene von Thurn und Taxis, 1859; Öl auf Leinwand

Erich Correns (* 3. März 1821 in Köln; † 14. Juni 1877 in München) war ein deutscher Genre- und Porträtmaler.

## Leben und Werk
Erich Correns studierte auf Wunsch seines Vaters, des Appellationsgerichtsrats Karl Theodor Correns (* 26. April 1776, † 24. Februar 1843), zunächst Jura in Bonn, München, Heidelberg und Köln. Angeregt durch die Förderung seitens seines Zeichenlehrers am Gymnasium, des Malers Franz Everhard Bourel, der ihn das Zeichnen und Lithografieren gelehrt hatte, begann er als Student Porträts und Gruppenbilder seiner Kommilitonen anzufertigen. Durch Bildnisse von bekannten Bürgern, wie zum Beispiel Friedrich Everhard von Mering oder Franz Raveaux, erwarb er sich einen Ruf als Porträtmaler.
In München knüpfte Correns Verbindungen zu Gelehrten und Künstlerkollegen, darunter die Maler Karl Schorn, August Löffler, Anselm Feuerbach und die Brüder Carl Theodor und Ferdinand Piloty sowie der Philologe Friedrich Wilhelm Thiersch; er begann in Öl zu malen und verschaffte sich durch Aufträge der adligen und bürgerlichen Münchner Gesellschaft bald ein Ansehen, das ihn in den 1850er und 1860er Jahren zu einem der gefragtesten Porträtisten und Gesellschaftsmaler machte. Im Bemühen, sich dem Ruf des Modemalers zu entziehen, gestaltete Erich Correns zunehmend Genre- und Landschaftsbilder und widmete sich zudem religiösen Sujets.
Zu seinen Schülern zählten neben Franz Reiff auch Wilhelm Marc, J. Wölfle und Franz Maria Ingenmey, die mehrere seiner Bildnisse in Farbdrucken vervielfältigten.
Erich Correns starb 1877 im Alter von 56 Jahren in München.

## Grabstätte

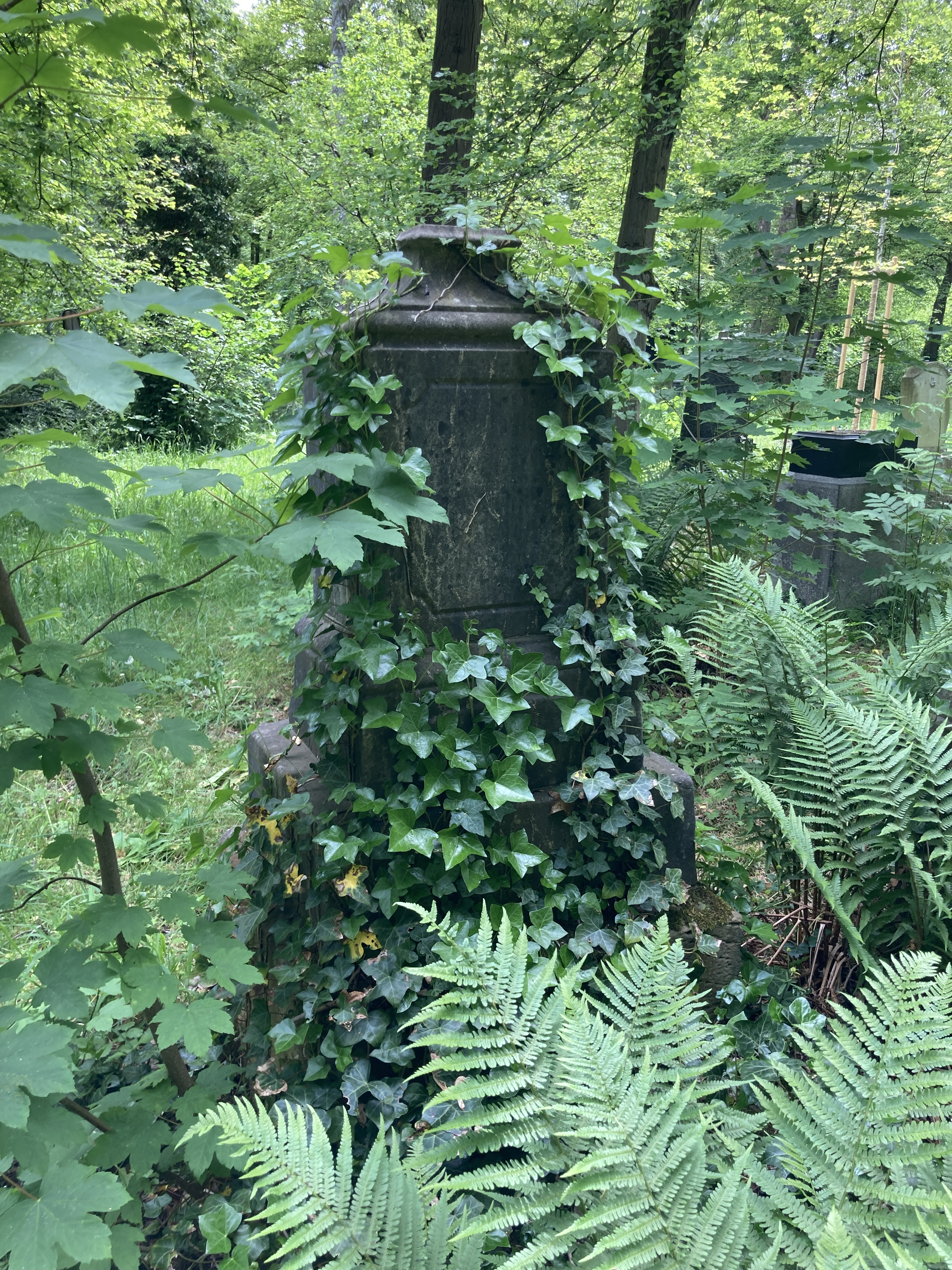
Grab von Erich Correns auf dem Alten Südlichen Friedhof in München

Die Grabstätte von Erich Correns befindet sich auf dem Alten Südlichen Friedhof in München (Gräberfeld 25 - Reihe 9 - Platz 35) Standort.